# Liste des matchs de l'équipe de Maurice de football par adversaire
La liste des matchs de l'équipe de Maurice de football par adversaire présente l'ensemble des rencontres disputées par Maurice depuis son premier match, en juillet 1947 face à La Réunion.
Les données sont au 29 mars 2016 après la rencontre disputée face au Rwanda dans le cadre des éliminatoires de la Coupe d'Afrique des nations 2017,.
- Haut – A
- B
- C
- D
- E
- F
- G
- H
- I
- J
- K
- L
- M
- N
- O
- P
- Q
- R
- S
- T
- U
- V
- W
- X
- Y
- Z

## A

### Afrique du Sud
| Date            | Lieu                      | Match                    | Score | Compétition                                             |
| 10 avril 1993   | Afrique du Sud            | Afrique du Sud - Maurice | 0-0   | Qualifications Coupe d'Afrique des nations 1994         |
| 25 juillet 1993 | Maurice                   | Maurice - Afrique du Sud | 1-3   | Qualifications Coupe d'Afrique des nations 1994         |
| 15 octobre 1994 | Afrique du Sud            | Afrique du Sud - Maurice | 1-0   | Qualifications Coupe d'Afrique des nations 1996         |
| 23 janvier 1999 | Maurice                   | Maurice - Afrique du Sud | 1-1   | Qualifications Coupe d'Afrique des nations 2000         |
| 5 juin 1999     | Afrique du Sud            | Afrique du Sud - Maurice | 2-0   | Qualifications Coupe d'Afrique des nations 2000         |
| 29 avril 2000   | Afrique du Sud            | Afrique du Sud - Maurice | 3-0   | Coupe COSAFA 2000                                       |
| 13 janvier 2001 | Maurice                   | Maurice - Afrique du Sud | 1-1   | Qualifications Coupe d'Afrique des nations 2002         |
| 24 mars 2001    | Afrique du Sud            | Afrique du Sud - Maurice | 3-0   | Qualifications Coupe d'Afrique des nations 2002         |
| 10 janvier 2004 | Maurice                   | Maurice - Afrique du Sud | 2-0   | Coupe COSAFA 2004                                       |
| 27 février 2005 | Maurice                   | Maurice - Afrique du Sud | 0-1   | Coupe COSAFA 2005                                       |
| 27 mai 2007     | Lobamba, Swaziland        | Afrique du Sud - Maurice | 2-0   | Coupe COSAFA 2007                                       |
| 20 juin 2015    | Soweto, Afrique du Sud    | Afrique du Sud - Maurice | 3-0   | Éliminatoires du Championnat d'Afrique des nations 2016 |
| 5 juillet 2015  | Belle Vue Maurel, Maurice | Maurice - Afrique du Sud | 0-2   | Éliminatoires du Championnat d'Afrique des nations 2016 |

### Angola
| Date            | Lieu              | Match            | Score | Compétition                                     |
| 28 février 1999 | Luanda, Angola    | Angola - Maurice | 0-2   | Qualifications Coupe d'Afrique des nations 2000 |
| 10 avril 1999   | Curepipe, Maurice | Maurice - Angola | 1-1   | Qualifications Coupe d'Afrique des nations 2000 |
| 10 juin 2001    | Angola            | Angola - Maurice | 1-0   | Coupe COSAFA 2001                               |
| 29 avril 2006   | Lesotho           | Angola - Maurice | 5-1   | Coupe COSAFA 2006                               |

## B

### Botswana
| Date         | Lieu     | Match              | Score | Compétition  |
| 28 mars 1987 | Botswana | Botswana - Maurice | 0-0   | Match amical |
| 10 juin 1990 | Botswana | Botswana - Maurice | 0-1   | Match amical |

### Burundi
| Date         | Lieu              | Match             | Score | Compétition  |
| 25 mars 2015 | Curepipe, Maurice | Maurice - Burundi | 2-2   | Match amical |

## C

### Cameroun
| Date             | Lieu                      | Match              | Score | Compétition                                     |
| 8 juin 2008      | Curepipe, Maurice         | Maurice - Cameroun | 0-3   | Qualifications Coupe du monde 2010              |
| 11 octobre 2008  | Yaoundé, Cameroun         | Cameroun - Maurice | 5-0   | Qualifications Coupe du monde 2010              |
| 4 septembre 2010 | Belle Vue Maurel, Maurice | Maurice - Cameroun | 1-3   | Qualifications Coupe d'Afrique des nations 2012 |
| 3 septembre 2011 | Yaoundé, Cameroun         | Cameroun - Maurice | 5-0   | Qualifications Coupe d'Afrique des nations 2012 |

### Cap-Vert
| Date         | Lieu              | Match              | Score | Compétition                        |
| 15 juin 2008 | Curepipe, Maurice | Maurice - Cap-Vert | 0-1   | Qualifications Coupe du monde 2010 |
| 22 juin 2008 | Praia, Cap-Vert   | Cap-Vert - Maurice | 3-1   | Qualifications Coupe du monde 2010 |

### Comores

#### Confrontations
Confrontations entre Maurice et les Comores :
|    | Date              | Lieu             | Match             | Score | Compétition                                                                                  |
| -- | ----------------- | ---------------- | ----------------- | ----- | -------------------------------------------------------------------------------------------- |
| 1  | 26 août 1979      | Saint-Pierre     | Maurice - Comores | 2-1   | Jeux des îles de l'océan Indien 1979 (gr. B)                                                 |
| 2  | 28 août 1979      | Saint-Pierre     | Comores - Maurice | 1-3   | Jeux des îles de l'océan Indien 1979 (gr. B)                                                 |
| 3  | 27 août 1990      | Antananarivo     | Maurice - Comores | 4-0   | Jeux des îles de l'océan Indien 1990 (demi-finale)                                           |
| 4  | 22 août 1993      | Victoria         | Maurice - Comores | 3-0   | Jeux des îles de l'océan Indien 1993 (gr. A)                                                 |
| 5  | 4 septembre 2003  | Curepipe         | Maurice - Comores | 5-0   | Jeux des îles de l'océan Indien 2003 (demi-finale)                                           |
| 6  | 9 août 2011       | Praslin          | Maurice - Comores | 2-0   | Jeux des îles de l'océan Indien 2011 (gr. A)                                                 |
| 7  | 1er décembre 2012 | Curepipe         | Maurice - Comores | 2-0   | Qualifications au Championnat d'Afrique des nations 2014 (en) (zone Sud - tour préliminaire) |
| 8  | 15 décembre 2012  | Mitsamiouli      | Comores - Maurice | 0-0   | Qualifications au Championnat d'Afrique des nations 2014 (en) (zone Sud - tour préliminaire) |
| 9  | 2 août 2015       |                  | Maurice - Comores | 3-0   | Jeux des îles de l'océan Indien 2015 (gr. A)                                                 |
| 10 | 24 mars 2017      | Mitsamiouli      | Comores - Maurice | 2-0   | Qualifications à la Coupe d'Afrique des nations 2019 (tour préliminaire)                     |
| 11 | 28 mars 2017      | Belle Vue Maurel | Maurice - Comores | 1-1   | Qualifications à la Coupe d'Afrique des nations 2019 (tour préliminaire)                     |
| 12 | 29 mai 2019       | Umlazi           | Comores - Maurice | 2-1   | Coupe COSAFA 2019 (gr. A)                                                                    |

#### Bilan
Au 16 juin 2019 :
- Total de matchs disputés : 12
- Victoires de Maurice : 8
- Matchs nuls : 2
- Victoires des Comores : 2
- Total de buts marqués par Maurice : 27
- Total de buts marqués par les Comores : 6

### République du Congo
| Date           | Lieu               | Match           | Score | Compétition                                     |
| 3 mars 1974    | Alexandrie, Égypte | Congo - Maurice | 2-0   | Coupe d'Afrique des nations 1974                |
| 8 octobre 2000 | Maurice            | Maurice - Congo | 1-2   | Qualifications Coupe d'Afrique des nations 2002 |
| 3 juin 2001    | Congo              | Congo - Maurice | 0-0   | Qualifications Coupe d'Afrique des nations 2002 |

### République démocratique du Congo
De 1971 à 1997, le pays se nomme le Zaïre.
| Date         | Lieu                                       | Match              | Score | Compétition                                     |
| 7 mars 1974  | Damanhur, Égypte                           | Zaïre - Maurice    | 4-1   | Coupe d'Afrique des nations 1974                |
| 2 juin 1996  | Maurice                                    | Maurice - Zaïre    | 1-5   | Qualifications Coupe du monde 1998              |
| 16 juin 1996 | Zaïre                                      | Zaïre - Maurice    | 2-0   | Qualifications Coupe du monde 1998              |
| 27 mars 2011 | Kinshasa, République démocratique du Congo | RD Congo - Maurice | 3-0   | Qualifications Coupe d'Afrique des nations 2012 |
| 5 juin 2011  | Belle Vue Maurel, Maurice                  | Maurice - RD Congo | 1-2   | Qualifications Coupe d'Afrique des nations 2012 |

### Côte d'Ivoire
| Date         | Lieu                      | Match                   | Score | Compétition  |
| 21 mars 2007 | Belle Vue Maurel, Maurice | Maurice - Côte d'Ivoire | 0-3   | Match amical |

## E

### Égypte
| Date           | Lieu             | Match            | Score | Compétition                                     |
| 20 avril 2000  | Égypte           | Maurice - Égypte | 0-2   | Qualifications Coupe du monde 2002              |
| 23 avril 2000  | Égypte           | Égypte - Maurice | 4-2   | Qualifications Coupe du monde 2002              |
| 29 mars 2003   | Maurice          | Maurice - Égypte | 0-1   | Qualifications Coupe d'Afrique des nations 2004 |
| 8 juin 2003    | Égypte           | Égypte - Maurice | 7-0   | Qualifications Coupe d'Afrique des nations 2004 |
| 2 octobre 2009 | Le Caire, Égypte | Égypte - Maurice | 4-0   | Match amical                                    |

### Éthiopie
| Date              | Lieu                  | Match              | Score         | Compétition                                     |
| 28 septembre 1977 | Port-Louis, Maurice   | Maurice - Éthiopie | 2-3           | Qualifications Coupe d'Afrique des nations 1978 |
| 12 octobre 1977   | Addis-Abeba, Éthiopie | Éthiopie - Maurice | 1-0           | Qualifications Coupe d'Afrique des nations 1978 |
| 10 avril 1983     | Éthiopie              | Éthiopie - Maurice | 1-0           | Qualifications Coupe d'Afrique des nations 1984 |
| 24 avril 1983     | Maurice               | Maurice - Éthiopie | 1-0 (1-2 tab) | Qualifications Coupe d'Afrique des nations 1984 |

## G

### Gabon
| Date             | Lieu       | Match           | Score | Compétition                                     |
| 13 novembre 1994 | Gabon      | Gabon - Maurice | 3-0   | Qualifications Coupe d'Afrique des nations 1996 |
| 4 juin 1995      | Maurice    | Maurice - Gabon | 0-3   | Qualifications Coupe d'Afrique des nations 1996 |
| 4 octobre 1998   | Gabon      | Gabon - Maurice | 2-0   | Qualifications Coupe d'Afrique des nations 2000 |
| 20 juin 1999     | La Réunion | Maurice - Gabon | 2-2   | Qualifications Coupe d'Afrique des nations 2000 |

### Ghana
| Date         | Lieu         | Match           | Score | Compétition                                     |
| 14 juin 2015 | Accra, Ghana | Ghana - Maurice | 7-1   | Qualifications Coupe d'Afrique des nations 2017 |

### Guinée
| Date        | Lieu             | Match            | Score | Compétition                      |
| 5 mars 1974 | Damanhur, Égypte | Guinée - Maurice | 2-1   | Coupe d'Afrique des nations 1974 |

## H

### Hong Kong
| Date            | Lieu      | Match               | Score | Compétition  |
| 12 octobre 1999 | Hong Kong | Hong Kong - Maurice | 4-3   | Match amical |

## K

### Kenya
| Date             | Lieu                | Match           | Score | Compétition                                     |
| 4 juillet 1971   | Kenya               | Kenya - Maurice | 2-1   | Qualifications Coupe d'Afrique des nations 1972 |
| 18 juillet 1971  | Maurice             | Maurice - Kenya | 0-0   | Qualifications Coupe d'Afrique des nations 1972 |
| 10 décembre 1972 | Port-Louis, Maurice | Maurice - Kenya | 1-3   | Qualifications Coupe du monde 1974              |
| 17 décembre 1972 | Nairobi, Kenya      | Kenya - Maurice | 2-2   | Qualifications Coupe du monde 1974              |
| 12 juillet 1981  | La Réunion          | Kenya - Maurice | 2-1   | Coupe de l'Océan Indien                         |
| 7 octobre 2015   | Curepipe, Maurice   | Maurice - Kenya | 2-5   | Qualifications Coupe du monde 2018              |
| 11 octobre 2015  | Nairobi, Kenya      | Kenya - Maurice | 0-0   | Qualifications Coupe du monde 2018              |

## L

### Lesotho
| Date              | Lieu              | Match             | Score | Compétition                                     |
| 16 septembre 1973 | Lesotho           | Lesotho - Maurice | 0-0   | Qualifications Coupe d'Afrique des nations 1974 |
| 30 septembre 1973 | Maurice           | Maurice - Lesotho | 5-1   | Qualifications Coupe d'Afrique des nations 1974 |
| 3 décembre 1978   | Maurice           | Maurice - Lesotho | 0-1   | Qualifications Coupe d'Afrique des nations 1980 |
| 17 décembre 1978  | Lesotho           | Lesotho - Maurice | 1-2   | Qualifications Coupe d'Afrique des nations 1980 |
| 6 mai 1979        | Lesotho           | Lesotho - Maurice | 4-1   | Qualifications Jeux olympiques 1980             |
| 13 mai 1979       | Maurice           | Maurice - Lesotho | 2-3   | Qualifications Jeux olympiques 1980             |
| 8 août 1992       | Lesotho           | Lesotho - Maurice | 1-0   | Match amical                                    |
| 9 août 1992       | Lesotho           | Lesotho - Maurice | 2-2   | Match amical                                    |
| 2 août 1998       | Maseru, Lesotho   | Lesotho - Maurice | 1-1   | Qualifications Coupe d'Afrique des nations 2000 |
| 23 août 1998      | Curepipe, Maurice | Maurice - Lesotho | 3-1   | Qualifications Coupe d'Afrique des nations 2000 |
| 30 mai 1999       | Lesotho           | Lesotho - Maurice | 1-2   | Match amical                                    |
| 21 octobre 2009   | Harare, Zimbabwe  | Maurice - Lesotho | 0-1   | Coupe COSAFA 2009                               |

### Liberia
| Date             | Lieu    | Match             | Score | Compétition                                     |
| 3 septembre 2000 | Liberia | Liberia - Maurice | 4-0   | Qualifications Coupe d'Afrique des nations 2002 |
| 16 juin 2001     | Maurice | Maurice - Liberia | 0-2   | Qualifications Coupe d'Afrique des nations 2002 |

## M

### Madagascar
| Date              | Lieu                    | Match                | Score         | Compétition                                            |
| juillet 1947      | Madagascar              | Madagascar - Maurice | 1-2           | Tournoi triangulaire                                   |
| juillet 1948      | Maurice                 | Madagascar - Maurice | 1-4           | Tournoi triangulaire                                   |
| juillet 1949      | La Réunion              | Maurice - Madagascar | 3-1           | Tournoi triangulaire                                   |
| juillet 1950      | Madagascar              | Madagascar - Maurice | 1-5           | Tournoi triangulaire                                   |
| juillet 1951      | Maurice                 | Maurice - Madagascar | 7-1           | Tournoi triangulaire                                   |
| 31 juillet 1952   | La Réunion              | Maurice - Madagascar | 7-0           | Tournoi triangulaire                                   |
| 20 juillet 1953   | Madagascar              | Madagascar - Maurice | 2-3           | Tournoi triangulaire                                   |
| 14 juillet 1954   | Maurice                 | Maurice - Madagascar | 4-1           | Tournoi triangulaire                                   |
| 14 juillet 1955   | La Réunion              | Maurice - Madagascar | 1-2           | Tournoi triangulaire                                   |
| 8 juillet 1956    | Madagascar              | Maurice - Madagascar | 3-3           | Tournoi triangulaire                                   |
| 24 octobre 1957   | Maurice                 | Maurice - Madagascar | 4-0           | Tournoi triangulaire                                   |
| 23 octobre 1958   | La Réunion              | Maurice - Madagascar | 2-3           | Tournoi triangulaire                                   |
| 18 septembre 1963 | Madagascar              | Maurice - Madagascar | 1-1           | Tournoi triangulaire (match abandonné à la 54e minute) |
| 15 novembre 1970  | Madagascar              | Madagascar - Maurice | 2-1           | Qualifications Coupe d'Afrique des nations 1972        |
| 29 novembre 1970  | Maurice                 | Maurice - Madagascar | 4-1           | Qualifications Coupe d'Afrique des nations 1972        |
| 28 mars 1971      | Madagascar              | Madagascar - Maurice | 3-0           | Match amical                                           |
| 27 juin 1971      | Madagascar              | Madagascar - Maurice | 1-1           | Match amical                                           |
| 14 septembre 1980 | Madagascar              | Madagascar - Maurice | 0-0           | Qualifications Coupe d'Afrique des nations 1982        |
| 28 septembre 1980 | Maurice                 | Maurice - Madagascar | 1-1           | Qualifications Coupe d'Afrique des nations 1982        |
| 14 juillet 1981   | La Réunion              | Maurice - Madagascar | 0-0           | Coupe de l'Océan Indien                                |
| 10 juillet 1983   | La Réunion              | Maurice - Madagascar | 1-1           | Tournoi de l'Océan Indien                              |
| 29 août 1985      | Maurice                 | Maurice - Madagascar | 3-1           | Jeux des îles de l'océan Indien 1985                   |
| 5 avril 1987      | Madagascar              | Madagascar - Maurice | 2-1           | Match amical                                           |
| 19 avril 1987     | Maurice                 | Maurice - Madagascar | 2-1 (3-5 tab) | Match amical                                           |
| 30 août 1990      | Madagascar              | Madagascar - Maurice | 5-1           | Jeux des îles de l'océan Indien 1990                   |
| 24 août 1993      | Seychelles              | Maurice - Madagascar | 1-2           | Jeux des îles de l'océan Indien 1993                   |
| 25 mai 1996       | Madagascar              | Madagascar - Maurice | 0-0           | Match amical                                           |
| 13 août 1998      | La Réunion              | Madagascar - Maurice | 2-0 a. p.     | Jeux des îles de l'océan Indien 1998                   |
| 20 juin 2000      | Madagascar              | Madagascar - Maurice | 1-1           | Match amical                                           |
| 24 juin 2000      | Madagascar              | Madagascar - Maurice | 1-0           | Match amical                                           |
| 16 mars 2002      | Maurice                 | Maurice - Madagascar | 2-3           | Coupe COSAFA 2002                                      |
| 12 octobre 2002   | Maurice                 | Maurice - Madagascar | 0-1           | Qualifications Coupe d'Afrique des nations 2004        |
| 22 février 2003   | Madagascar              | Madagascar - Maurice | 2-1           | Coupe COSAFA 2003                                      |
| 6 juillet 2003    | Madagascar              | Madagascar - Maurice | 0-2           | Qualifications Coupe d'Afrique des nations 2004        |
| 30 août 2003      | Maurice                 | Maurice - Madagascar | 2-0           | Jeux des îles de l'océan Indien 2003                   |
| 26 février 2005   | Maurice                 | Maurice - Madagascar | 2-0           | Coupe COSAFA 2005                                      |
| 23 octobre 2005   | Madagascar              | Madagascar - Maurice | 2-0           | Match amical                                           |
| 9 mars 2008       | Curepipe, Maurice       | Maurice - Madagascar | 1-2           | Match amical                                           |
| 23 juillet 2008   | Witbank, Afrique du Sud | Madagascar - Maurice | 2-1           | Coupe COSAFA 2008                                      |
| 7 août 2015       | Le Port, La Réunion     | Maurice - Madagascar | 3-1           | Jeux des îles de l'océan Indien 2015                   |

### Malawi
| Date            | Lieu              | Match            | Score | Compétition                                     |
| 6 juillet 1970  | Malawi            | Malawi - Maurice | 0-1   | Match amical                                    |
| 9 juillet 1970  | Malawi            | Malawi - Maurice | 0-0   | Match amical                                    |
| 24 octobre 1976 | Malawi            | Malawi - Maurice | 1-1   | Qualifications Coupe d'Afrique des nations 1978 |
| 28 janvier 1977 | Maurice           | Maurice - Malawi | 3-2   | Qualifications Coupe d'Afrique des nations 1978 |
| 24 janvier 1978 | Malawi            | Malawi - Maurice | 2-1   | Qualifications Jeux africains de 1978           |
| 15 juillet 1984 | Curepipe, Maurice | Maurice - Malawi | 0-1   | Qualifications Coupe du monde 1986              |
| 28 juillet 1984 | Lilongwe, Malawi  | Malawi - Maurice | 4-0   | Qualifications Coupe du monde 1986              |
| 6 octobre 1996  | Maurice           | Maurice - Malawi | 1-2   | Qualifications Coupe d'Afrique des nations 1998 |
| 21 juin 1997    | Malawi            | Malawi - Maurice | 3-2   | Qualifications Coupe d'Afrique des nations 1998 |

### Maldives
| Date        | Lieu                | Match              | Score | Compétition                          |
| 4 août 2011 | Praslin, Seychelles | Maldives - Maurice | 1-1   | Jeux des îles de l'océan Indien 2011 |

### Macao

#### Confrontations
Confrontations entre Macao et Maurice :
|   | Date         | Lieu  | Match           | Score | Compétition  |
| - | ------------ | ----- | --------------- | ----- | ------------ |
| 1 | 22 mars 2018 | Macao | Macao - Maurice | 0-1   | Match amical |

#### Bilan
Au 9 avril 2019 :
- Total de matchs disputés : 1
- Victoires de Macao : 0
- Matchs nuls : 0
- Victoires de Maurice : 1
- Total de buts marqués par Macao : 0
- Total de buts marqués par Maurice : 1

### Mauritanie
| Date          | Lieu                   | Match                | Score | Compétition                                     |
| 12 avril 2014 | Nouakchott, Mauritanie | Mauritanie - Maurice | 1-0   | Qualifications Coupe d'Afrique des nations 2015 |
| 20 avril 2014 | Curepipe, Maurice      | Maurice - Mauritanie | 0-2   | Qualifications Coupe d'Afrique des nations 2015 |

### Mayotte
La sélection de Mayotte est contrôlée par la Ligue de Mayotte de football. N'étant pas membre de la FIFA ni de la CAF, elle ne peut participer à la Coupe du monde de football, ni à la Coupe d'Afrique des nations.
| Date         | Lieu                     | Match             | Score         | Compétition                          |
| 12 août 2007 | Antananarivo, Madagascar | Mayotte - Maurice | 1-0           | Jeux des îles de l'océan Indien 2007 |
| 18 août 2007 | Antananarivo, Madagascar | Mayotte - Maurice | 1-1 (4-2 tab) | Jeux des îles de l'océan Indien 2007 |
| 11 août 2011 | Roche Caïman, Seychelles | Mayotte - Maurice | 0-0 (4-5 tab) | Jeux des îles de l'océan Indien 2011 |
| 6 août 2015  | Saint-Denis, La Réunion  | Maurice - Mayotte | 1-2           | Jeux des îles de l'océan Indien 2015 |

### Mozambique
| Date              | Lieu                      | Match                | Score         | Compétition                                     |
| 16 septembre 1984 | Maurice                   | Maurice - Mozambique | 0-0           | Qualifications Coupe d'Afrique des nations 1986 |
| 30 septembre 1984 | Mozambique                | Mozambique - Maurice | 3-0           | Qualifications Coupe d'Afrique des nations 1986 |
| 26 janvier 1997   | Mozambique                | Mozambique - Maurice | 3-0           | Qualifications Coupe d'Afrique des nations 1998 |
| 13 juillet 1997   | Maurice                   | Maurice - Mozambique | 1-3           | Qualifications Coupe d'Afrique des nations 1998 |
| 30 avril 2006     | Lesotho                   | Mozambique - Maurice | 0-0 (4-5 tab) | Coupe COSAFA 2006                               |
| 6 septembre 2015  | Belle Vue Maurel, Maurice | Maurice - Mozambique | 1-0           | Qualifications Coupe d'Afrique des nations 2017 |

## N

### Namibie
| Date           | Lieu                 | Match             | Score | Compétition       |
| 7 juin 1990    | Namibie              | Namibie - Maurice | 1-2   | Match amical      |
| 8 avril 2001   | Maurice              | Maurice - Namibie | 1-0   | Coupe COSAFA 2001 |
| 6 juillet 2013 | Lusaka, Zambie       | Namibie - Maurice | 2-1   | Coupe COSAFA 2013 |
| 19 mai 2015    | Saulspoort, Zimbabwe | Namibie- Maurice  | 2-0   | Coupe COSAFA 2015 |

## O

### Ouganda
| Date              | Lieu    | Match             | Score     | Compétition                                     |
| 14 septembre 1975 | Ouganda | Ouganda- Maurice  | 4-0       | Qualifications Coupe d'Afrique des nations 1976 |
| 18 septembre 1975 | Maurice | Maurice - Ouganda | 1-1       | Qualifications Coupe d'Afrique des nations 1976 |
| 10 février 1990   | Ouganda | Ouganda- Maurice  | 4-1       | Match amical                                    |
| 11 octobre 2003   | Ouganda | Ouganda- Maurice  | 3-0       | Qualifications Coupe d'Afrique des nations 2006 |
| 16 novembre 2003  | Maurice | Maurice - Ouganda | 3-1 a. p. | Qualifications Coupe d'Afrique des nations 2006 |

## Q

### Qatar
| Date             | Lieu        | Match          | Score | Compétition  |
| 5 septembre 2013 | Doha, Qatar | Qatar- Maurice | 3-0   | Match amical |

## R

### Réunion
La sélection de La Réunion est contrôlée par la Ligue réunionnaise de football. N'étant pas membre de la FIFA et seulement membre affilié de la CAF, elle ne peut participer à la Coupe du monde de football, ni à la Coupe d'Afrique des nations.
| Date              | Lieu                     | Match             | Score         | Compétition                          |
| juillet 1947      | Madagascar               | Maurice - Réunion | 2-1           | Tournoi triangulaire                 |
| juillet 1948      | Maurice                  | Maurice - Réunion | 5-1           | Tournoi triangulaire                 |
| juillet 1949      | La Réunion               | Réunion - Maurice | 0-6           | Tournoi triangulaire                 |
| juillet 1950      | Madagascar               | Maurice - Réunion | 15-2          | Tournoi triangulaire                 |
| juillet 1951      | Maurice                  | Maurice - Réunion | 10-2          | Tournoi triangulaire                 |
| 27 juillet 1952   | La Réunion               | Réunion - Maurice | 0-6           | Tournoi triangulaire                 |
| 13 juillet 1953   | Madagascar               | Maurice - Réunion | 9-4           | Tournoi triangulaire                 |
| 11 juillet 1954   | Maurice                  | Maurice - Réunion | 11-0          | Tournoi triangulaire                 |
| 7 juillet 1955    | La Réunion               | Réunion - Maurice | 1-3           | Tournoi triangulaire                 |
| 30 juin 1956      | Madagascar               | Maurice - Réunion | 8-3           | Tournoi triangulaire                 |
| 17 avril 1957     | Maurice                  | Maurice - Réunion | 1-0           | Match amical                         |
| 27 octobre 1957   | Maurice                  | Maurice - Réunion | 1-0           | Tournoi triangulaire                 |
| 16 octobre 1958   | La Réunion               | Réunion - Maurice | 0-2           | Tournoi triangulaire                 |
| 8 septembre 1963  | Madagascar               | Maurice - Réunion | 0-2           | Tournoi triangulaire                 |
| 15 juillet 1973   | Maurice                  | Maurice - Réunion | 1-1           | Match amical                         |
| 2 juillet 1976    | La Réunion               | Réunion - Maurice | 0-2           | Match amical                         |
| 18 septembre 1977 | La Réunion               | Réunion - Maurice | 0-2           | Match amical                         |
| 23 septembre 1978 | La Réunion               | Réunion - Maurice | 0-2           | Match amical                         |
| 19 juillet 1981   | La Réunion               | Réunion - Maurice | 1-2           | Coupe de l'Océan Indien              |
| 5 septembre 1982  | La Réunion               | Réunion - Maurice | 1-1           | Tournoi de l'Océan Indien            |
| 6 juillet 1983    | La Réunion               | Réunion - Maurice | 0-0           | Match amical                         |
| 16 juillet 1983   | La Réunion               | Réunion - Maurice | 1-1           | Tournoi de l'Océan Indien            |
| 31 août 1985      | Maurice                  | Maurice - Réunion | 4-4 (4-2 tab) | Jeux des îles de l'océan Indien 1985 |
| 6 juin 1986       | Maurice                  | Maurice - Réunion | 0-1           | Match amical                         |
| 13 juin 1986      | La Réunion               | Réunion - Maurice | 0-0           | Match amical                         |
| 26 août 1993      | Seychelles               | Réunion - Maurice | 1-0           | Jeux des îles de l'océan Indien 1993 |
| 7 août 1998       | La Réunion               | Réunion - Maurice | 4-0           | Jeux des îles de l'océan Indien 1998 |
| 11 août 1998      | La Réunion               | Maurice - Réunion | 0-1           | Jeux des îles de l'océan Indien 1998 |
| 21 août 2002      | Maurice                  | Maurice - Réunion | 1-1           | Match amical                         |
| 6 septembre 2003  | Maurice                  | Maurice - Réunion | 2-1           | Jeux des îles de l'océan Indien 2003 |
| 16 décembre 2005  | Maurice                  | Maurice - Réunion | 1-1           | Match amical                         |
| 18 décembre 2005  | La Réunion               | Réunion - Maurice | 1-2           | Match amical                         |
| 26 avril 2007     | Curepipe, Maurice        | Maurice - Réunion | 1-1           | Match amical                         |
| 16 août 2007      | Antananarivo, Madagascar | Réunion - Maurice | 1-0           | Jeux des îles de l'océan Indien 2007 |
| 15 septembre 2012 | Maurice                  | Maurice - Réunion | 1-1           | Match amical                         |
| 31 juillet 2015   | Saint-Pierre, La Réunion | Réunion - Maurice | 1-0           | Jeux des îles de l'océan Indien 2015 |

### Rwanda
| Date             | Lieu                      | Match            | Score | Compétition                                     |
| 9 octobre 2010   | Belle Vue Maurel, Maurice | Maurice - Rwanda | 1-0   | Qualifications Coupe d'Afrique des nations 2017 |
| 3 septembre 2011 | Kigali, Rwanda            | Rwanda - Maurice | 5-0   | Qualifications Coupe d'Afrique des nations 2017 |

## S

### Sénégal
| Date             | Lieu           | Match             | Score | Compétition                                     |
| 9 octobre 2010   | Dakar, Sénégal | Sénégal - Maurice | 7-0   | Qualifications Coupe d'Afrique des nations 2012 |
| 3 septembre 2011 | Maurice        | Maurice - Sénégal | 0-2   | Qualifications Coupe d'Afrique des nations 2012 |

### Seychelles
| Date              | Lieu                       | Match                | Score         | Compétition                                     |
| 31 août 1979      | La Réunion                 | Seychelles - Maurice | 1-1 (4-2 tab) | Jeux des îles de l'océan Indien 1979            |
| 3 juillet 1983    | Seychelles                 | Seychelles - Maurice | 1-2           | Match amical                                    |
| 27 août 1985      | Maurice                    | Maurice - Seychelles | 3-1           | Jeux des îles de l'océan Indien 1985            |
| 31 août 1986      | Seychelles                 | Seychelles - Maurice | 1-2           | Match amical                                    |
| 14 septembre 1986 | Maurice                    | Maurice - Seychelles | 2-1           | Match amical                                    |
| 2 octobre 1988    | Maurice                    | Maurice - Seychelles | 3-0           | Qualifications Coupe d'Afrique des nations 1990 |
| 16 octobre 1988   | Seychelles                 | Seychelles - Maurice | 1-0           | Qualifications Coupe d'Afrique des nations 1990 |
| 25 août 1990      | Madagascar                 | Maurice - Seychelles | 2-0           | Jeux des îles de l'océan Indien 1990            |
| 28 août 1993      | Seychelles                 | Seychelles - Maurice | 2-6           | Jeux des îles de l'océan Indien 1993            |
| 11 août 1996      | Maurice                    | Maurice - Seychelles | 1-0           | Qualifications Coupe d'Afrique des nations 1998 |
| 24 août 1996      | Seychelles                 | Seychelles - Maurice | 1-1           | Qualifications Coupe d'Afrique des nations 1998 |
| 15 août 1998      | La Réunion                 | Seychelles - Maurice | 4-3           | Jeux des îles de l'océan Indien 1998            |
| 26 septembre 2002 | Seychelles                 | Seychelles - Maurice | 0-1           | Match amical                                    |
| 2 septembre 2003  | Maurice                    | Maurice - Seychelles | 0-0           | Jeux des îles de l'océan Indien 2003            |
| 28 juin 2006      | Seychelles                 | Seychelles- Maurice  | 2-1           | Tournoi amical                                  |
| 7 octobre 2006    | Seychelles                 | Seychelles- Maurice  | 2-1           | Qualifications Coupe d'Afrique des nations 2008 |
| 14 août 2007      | Antananarivo, Madagascar   | Maurice - Seychelles | 3-0           | Jeux des îles de l'océan Indien 2007            |
| 9 septembre 2007  | Curepipe, Maurice          | Maurice - Seychelles | 1-1           | Qualifications Coupe d'Afrique des nations 2008 |
| 19 juillet 2008   | Witbank, Afrique du Sud    | Maurice - Seychelles | 0-7           | Coupe COSAFA 2008                               |
| 6 août 2011       | Roche Caïman, Seychelles   | Seychelles- Maurice  | 2-1           | Jeux des îles de l'océan Indien 2011            |
| 13 août 2011      | Roche Caïman, Seychelles   | Seychelles - Maurice | 1-1 (4-3 tab) | Jeux des îles de l'océan Indien 2011            |
| 6 juillet 2013    | Kitwe, Zambie              | Maurice - Seychelles | 4-0           | Coupe COSAFA 2013                               |
| 21 mai 2015       | Rustenburg, Afrique du Sud | Seychelles- Maurice  | 0-1           | Coupe COSAFA 2015                               |

### Soudan
| Date         | Lieu              | Match            | Score | Compétition                                     |
| 25 mars 2007 | Curepipe, Maurice | Maurice - Soudan | 0-1   | Qualifications Coupe d'Afrique des nations 2008 |
| 2 juin 2007  | Omdurman, Soudan  | Soudan - Maurice | 3-0   | Qualifications Coupe d'Afrique des nations 2008 |

### Swaziland
| Date            | Lieu                    | Match               | Score         | Compétition       |
| 2 novembre 1997 | Swaziland               | Swaziland - Maurice | 0-1           | Match amical      |
| 1er août 2002   | Swaziland               | Swaziland - Maurice | 0-1           | Match amical      |
| 3 août 2002     | Swaziland               | Swaziland - Maurice | 0-0           | Match amical      |
| 26 mai 2007     | Lobamba, Swaziland      | Swaziland - Maurice | 0-0 (5-6 tab) | Coupe COSAFA 2007 |
| 19 juillet 2008 | Witbank, Afrique du Sud | Maurice - Swaziland | 1-1           | Coupe COSAFA 2008 |

## T

### Tanzanie
| Date              | Lieu              | Match              | Score         | Compétition                                     |
| 9 août 1967       | Maurice           | Maurice - Tanzanie | 1-1           | Qualifications Coupe d'Afrique des nations 1968 |
| 16 août 1967      | Tanzanie          | Tanzanie- Maurice  | 1-0           | Qualifications Coupe d'Afrique des nations 1968 |
| 1972              | Tanzanie          | Tanzanie- Maurice  | 4-1           | Match amical                                    |
| 28 octobre 1973   | Tanzanie          | Tanzanie- Maurice  | 1-1           | Qualifications Coupe d'Afrique des nations 1974 |
| 11 novembre 1973  | Maurice           | Maurice - Tanzanie | 0-0 (4-2 tab) | Qualifications Coupe d'Afrique des nations 1974 |
| 16 septembre 1979 | Maurice           | Maurice - Tanzanie | 3-2           | Qualifications Coupe d'Afrique des nations 1980 |
| 30 septembre 1979 | Tanzanie          | Tanzanie- Maurice  | 4-0           | Qualifications Coupe d'Afrique des nations 1980 |
| 1er juillet 2000  | Tanzanie          | Tanzanie - Maurice | 0-1           | Qualifications Coupe d'Afrique des nations 2002 |
| 16 juillet 2000   | Maurice           | Maurice - Tanzanie | 3-2           | Qualifications Coupe d'Afrique des nations 2002 |
| 26 juin 2006      | Seychelles        | Tanzanie- Maurice  | 2-1           | Tournoi amical                                  |
| 31 mai 2008       | Tanzanie          | Tanzanie - Maurice | 1-1           | Qualifications Coupe du monde 2010              |
| 6 septembre 2008  | Curepipe, Maurice | Maurice - Tanzanie | 1-4           | Qualifications Coupe du monde 2010              |

### Togo
| Date         | Lieu              | Match          | Score | Compétition  |
| 28 mars 2015 | Curepipe, Maurice | Maurice - Togo | 1-1   | Match amical |

### Tunisie
| Date             | Lieu           | Match             | Score | Compétition                                     |
| 3 septembre 2006 | Maurice        | Maurice - Tunisie | 0-0   | Qualifications Coupe d'Afrique des nations 2008 |
| 16 juin 2007     | Radès, Tunisie | Tunisie - Maurice | 2-0   | Qualifications Coupe d'Afrique des nations 2008 |

## Z

### Zambie
| Date             | Lieu    | Match            | Score | Compétition                                     |
| 17 novembre 1968 | Zambie  | Zambie - Maurice | 2-2   | Qualifications Coupe d'Afrique des nations 1970 |
| 8 décembre 1968  | Maurice | Maurice - Zambie | 2-3   | Qualifications Coupe d'Afrique des nations 1970 |
| 4 mai 1975       | Zambie  | Zambie - Maurice | 5-0   | Match amical                                    |
| 18 mai 1975      | Maurice | Maurice - Zambie | 0-4   | Match amical                                    |
| 15 août 1992     | Zambie  | Zambie - Maurice | 2-1   | Qualifications Coupe d'Afrique des nations 1994 |
| 25 avril 1993    | Maurice | Maurice - Zambie | 0-3   | Qualifications Coupe d'Afrique des nations 1994 |
| 9 janvier 1995   | Maurice | Maurice - Zambie | 0-3   | Qualifications Coupe d'Afrique des nations 1996 |
| 15 juillet 1995  | Zambie  | Zambie - Maurice | 2-0   | Qualifications Coupe d'Afrique des nations 1996 |
| 23 février 1997  | Maurice | Maurice - Zambie | 0-0   | Qualifications Coupe d'Afrique des nations 1998 |
| 27 juillet 1997  | Zambie  | Zambie - Maurice | 1-0   | Qualifications Coupe d'Afrique des nations 1996 |
| 31 juillet 2004  | Zambie  | Zambie - Maurice | 3-1   | Coupe COSAFA 2004                               |

### Zimbabwe
De 1950 à 1965, le pays se nomme la Rhodésie puis de 1965 à 1980, la Rhodésie du Sud.
| Date             | Lieu                 | Match              | Score | Compétition                                     |
| 25 novembre 1967 | Rhodésie             | Rhodésie - Maurice | 1-2   | Match amical                                    |
| 26 novembre 1967 | Rhodésie             | Rhodésie - Maurice | 2-3   | Match amical                                    |
| 29 août 1982     | La Réunion           | Maurice - Zimbabwe | 2-0   | Tournoi de l'Océan Indien                       |
| 9 avril 1989     | Maurice              | Maurice - Zimbabwe | 1-4   | Qualifications Coupe d'Afrique des nations 1990 |
| 23 avril 1989    | Zimbabwe             | Zimbabwe - Maurice | 1-0   | Qualifications Coupe d'Afrique des nations 1990 |
| 30 août 1992     | Maurice              | Maurice - Zimbabwe | 0-1   | Qualifications Coupe d'Afrique des nations 1994 |
| 11 juillet 1993  | Zimbabwe             | Zimbabwe - Maurice | 2-0   | Qualifications Coupe d'Afrique des nations 1994 |
| 17 octobre 2009  | Harare, Zimbabwe     | Zimbabwe - Maurice | 3-0   | Coupe COSAFA 2009                               |
| 28 juillet 2013  | Curepipe, Maurice    | Maurice - Zimbabwe | 0-3   | Qualifications CHAN 2014                        |
| 4 août 2013      | Harare, Zimbabwe     | Zimbabwe - Maurice | 1-1   | Qualifications CHAN 2014                        |
| 17 mai 2015      | Saulspoort, Zimbabwe | Zimbabwe - Maurice | 2-0   | Coupe COSAFA 2015                               |

## Sources
- (en) Barrie Courtney, « Mauritius - List of International Matches », sur rsssf.com, 15 août 2006 (consulté le 6 décembre 2013)
- (en) « Results », sur rsfa.info, 2012 (consulté le 14 décembre 2013)